# Tucker XP-57
Tucker XP-57 byl projekt lehkého stíhacího letounu, který byl americkému letectvu (USAAC) předložen v roce 1940. Pro minimalizaci váhy měl být letoun postaven z ocelových trubek, s hliníkovým potahem trupu a překližkovým křídlem. Koncepce byla podobná typu Bell P-39 Airacobra, s motorem uprostřed letounu za kabinou pilota. USAAC objednalo stavbu jednoho prototypu. Kvůli finančním problémům ve firmě Tucker se ale vývoj protahoval. Nakonec byl projekt XP-57 zrušen ještě před stavbou prototypu, protože USAAC ztratilo o typ zájem.

## Specifikace

### Technické údaje
- Osádka: 1
- Vzletová hmotnost: 1 542 kg
- Pohonná jednotka: 1 × Miller L-510
  - Výkon pohonné jednotky: 720 hp (537 kW)

### Výkony
- Maximální rychlost: 495 km/h
- Dolet: 600 km

### Výzbroj
- 3 × 12,7mm kulomet, nebo 1 × 12,7mm kulomet a 2 × 20mm letecký kanón